# 3-variedade

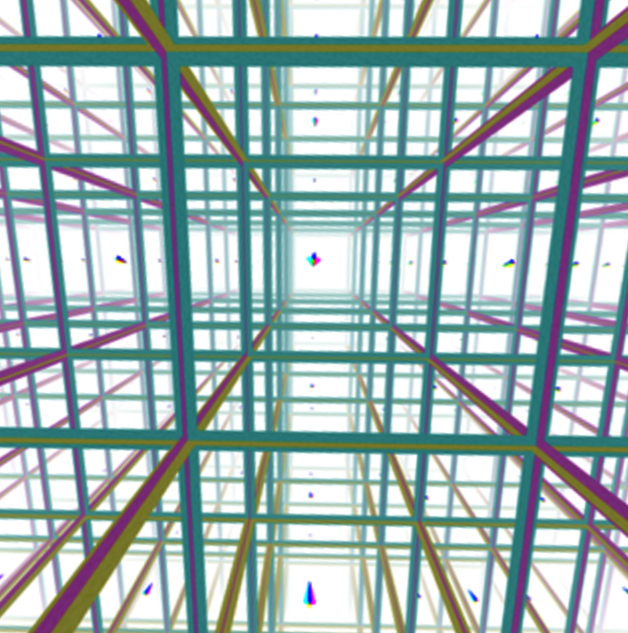
Uma imagem do interior de uma variedade tridimensional gerado pelo programa CurvedSpaces de Jeff Weeks. Todos os cubos na imagem são o mesmo cubo, já que a luz na variedade envolve em circuitos fechados. O efeito de ladrilhos ocorre no cubo em todo o espaço. Esse espaço tem volume finito e não tem fronteira.

Em matemática, mais especificamente topologia, uma variedade tridimensional é um espaço que se parece localmente com o espaço euclidiano de 3 dimensões; e que pode ser pensado como uma possível forma do universo. Assim como uma esfera se parece com um plano para um observador suficientemente pequeno, qualquer variedade tridimensional se parece com o nosso universo dado um observador suficientemente pequeno. Isso é mais preciso na definição abaixo.[carece de fontes?]

## Introdução

### Definição
Um espaço topológico X é uma variedade tridimensional se for um espaço de Hausdorff second-countable (segunda-contável) e se cada ponto em X tem uma vizinhança que é homeomórfica para as 3 dimensões Euclidianas.[carece de fontes?]

### Teoria matemática da variedade tridimensional
As categorias topológica, piecewise linear (linear por partes), e suaves são todas equivalentes em três dimensões. Portanto, pouca distinção é feita entre variedades tridimensionais topológicas ou variedades tridimensionais suaves.[carece de fontes?]
Fenômenos em 3 dimensões podem ser muito diferentes a partir de fenômenos em outras dimensões. Há uma prevalência de técnicas especializadas que não se generalizam a dimensão maior do que três. Esta função especial tem levado à descoberta de ligações próximas a uma diversidade de outros campos, tais como a teoria dos nós, teoria geométrica de grupos, geometria hiperbólica, teoria dos números, teoria Teichmüller, teoria topológica do campo quântico, teoria de gauge, homologia de Floer e equações diferenciais parciais. A teoria da variedade tridimensional é considerada uma parte da topologia de baixa dimensão ou topologia geométrica.[carece de fontes?]
Uma ideia-chave da teoria é o estudo de uma variedade tridimensional considerando superfícies especiais incorporadas nela. Pode-se escolher a superfície a ser bem colocado na variedade tridimensional, o que leva à ideia de uma superfície incompressível e a teoria de variedades de Haken, ou pode-se escolher as peças complementares para ser tão bom quanto possível, levando as estruturas tais como Heegaard lamelas irregulares (splittings), que são úteis até mesmo em casos não-Haken.[carece de fontes?]
As contribuições de Thurston para a teoria da variedade tridimensional permite considerar em muitos casos, a estrutura adicional dada por um modelo de uma determinada geometria Thurston (são oito). Os mais prevalentes são a geometria e a geometria hiperbólica.[carece de fontes?]
Os grupos fundamentais da variedade tridimensional refletem a geometria e topologia de informações pertencentes a uma variedade tridimensional múltipla. Assim, há uma interação entre a teoria de grupos e métodos topológicos.[carece de fontes?]